# Staple
Staple, niederländisch: Stapel, ist eine französische Gemeinde mit 715 Einwohnern (Stand: 1. Januar 2022) im Département Nord in der Region Hauts-de-France. Sie gehört zum Arrondissement Dunkerque und ist Mitglied im Gemeindeverband Cœur de Flandre Agglo. Die Bewohner werden Staplois und Staploises genannt.

## Geografie

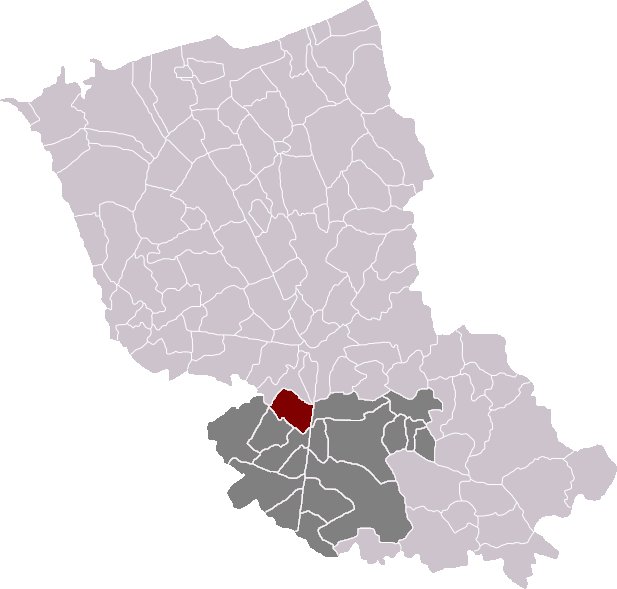
Lage von Staple im Arrondissement Dunkerque

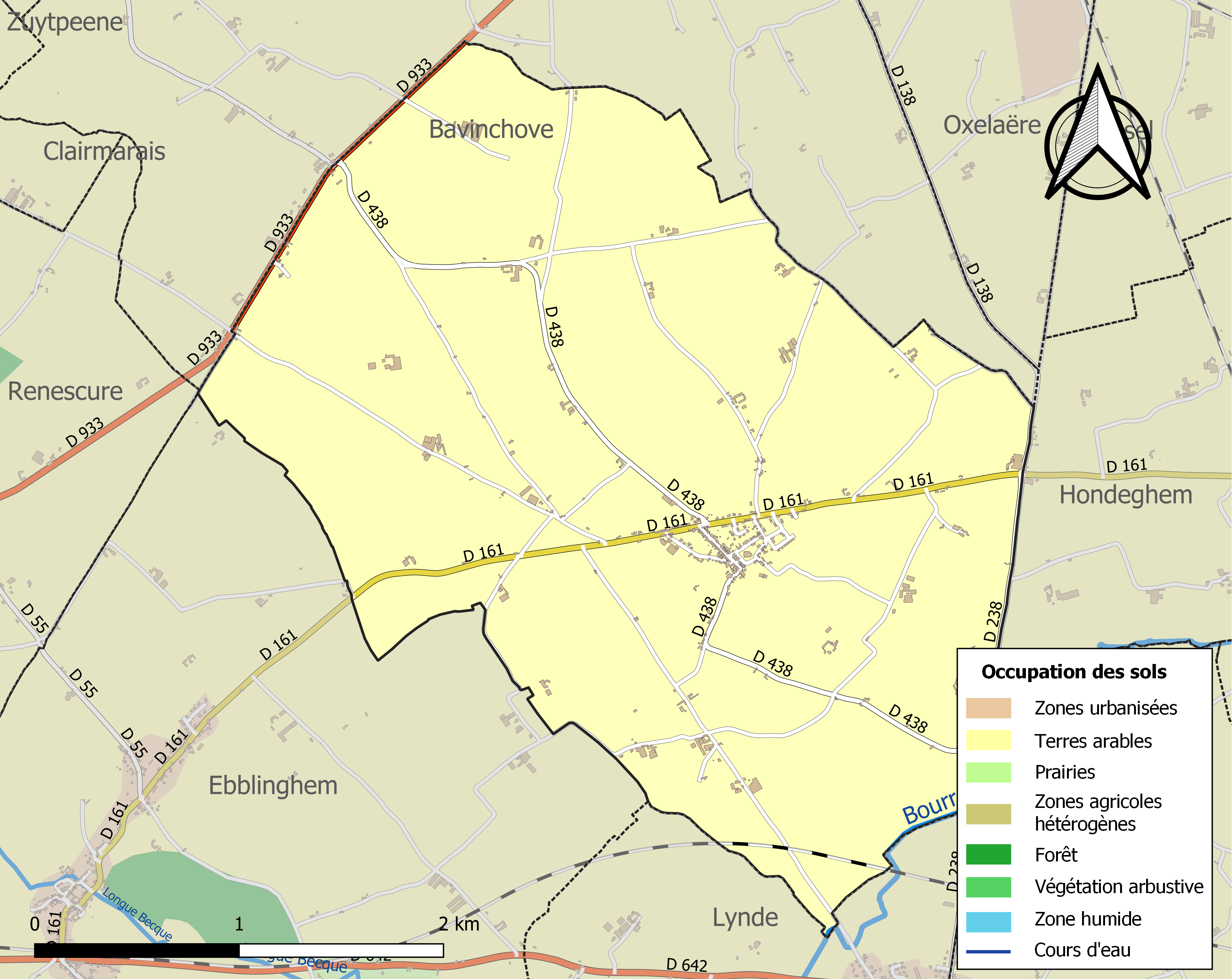
Bodennutzung, Hydrografie und Infrastruktur der Gemeinde (2018)

Staple liegt etwa 33 Kilometer südsüdöstlich von Dünkirchen und etwa 45 Kilometer westnordwestlich von Lille in der Région naturelle Houtland südwestlich der Hügelkette Monts de Flandre. Die Gemeinde wird entwässert von der Bourre, den zeitweise trockenfallenden Petite Borre Becque und Bornhol Becque sowie von verschiedenen kleineren Bächen. Das Zentrum liegt auf einer Höhe von etwa 45 m. Das Gelände ist relativ flach mit einer minimalen Höhe von 34 m im Südosten entlang der Bourre und einer maximalen Höhe von 57 m westlich des Zentrums.
Nahezu die gesamte Fläche der Gemeinde wird landwirtschaftlich genutzt (Stand: 2018).
Staple grenzt im Nordwesten und Norden an Bavinchove, im Osten an Hondeghem, im Südosten an Wallon-Cappel und Lynde, im Südwesten an Ebblinghem und im Westen an Renescure.

## Etymologie
Der Name der Gemeinde leitet sich aus dem germanischen stapulum Plural von stapula, „Pfeiler, Pfosten“ ab. Formen waren in der Folge „Stapla“ (1110), „Stapeles“ (1113), „Stapalis“ (1141), „Staples“ (Mitte 12. Jahrhundert, 1142, 1157, 1208, 1221), „Staplis“ (1155), „Stapala“ (1170 und um 1220).

## Bevölkerungsentwicklung
| Jahr                       | 1962 | 1968 | 1975 | 1982 | 1990 | 1999 | 2006 | 2013 | 2020 |
| Einwohner                  | 648  | 624  | 570  | 549  | 624  | 610  | 636  | 705  | 671  |
| Quellen: Cassini und INSEE |      |      |      |      |      |      |      |      |      |

## Sehenswürdigkeiten
- Ehemalige Pfarrkirche Saint-Omer, im 16. Jahrhundert als Hallenkirche neu gebaut, seit 2022 als Monument historique eingeschrieben. Der Zutritt ist aus Sicherheitsgründen stark reglementiert. Die Kirche birgt zahlreiche Ausstattungsgegenstände, die in der Base Palissy gelistet sind, darunter eine große Anzahl, die als Monument historique der beweglichen Objekte klassifiziert sind.
- Kapelle Sainte-Anne
- Oratorien

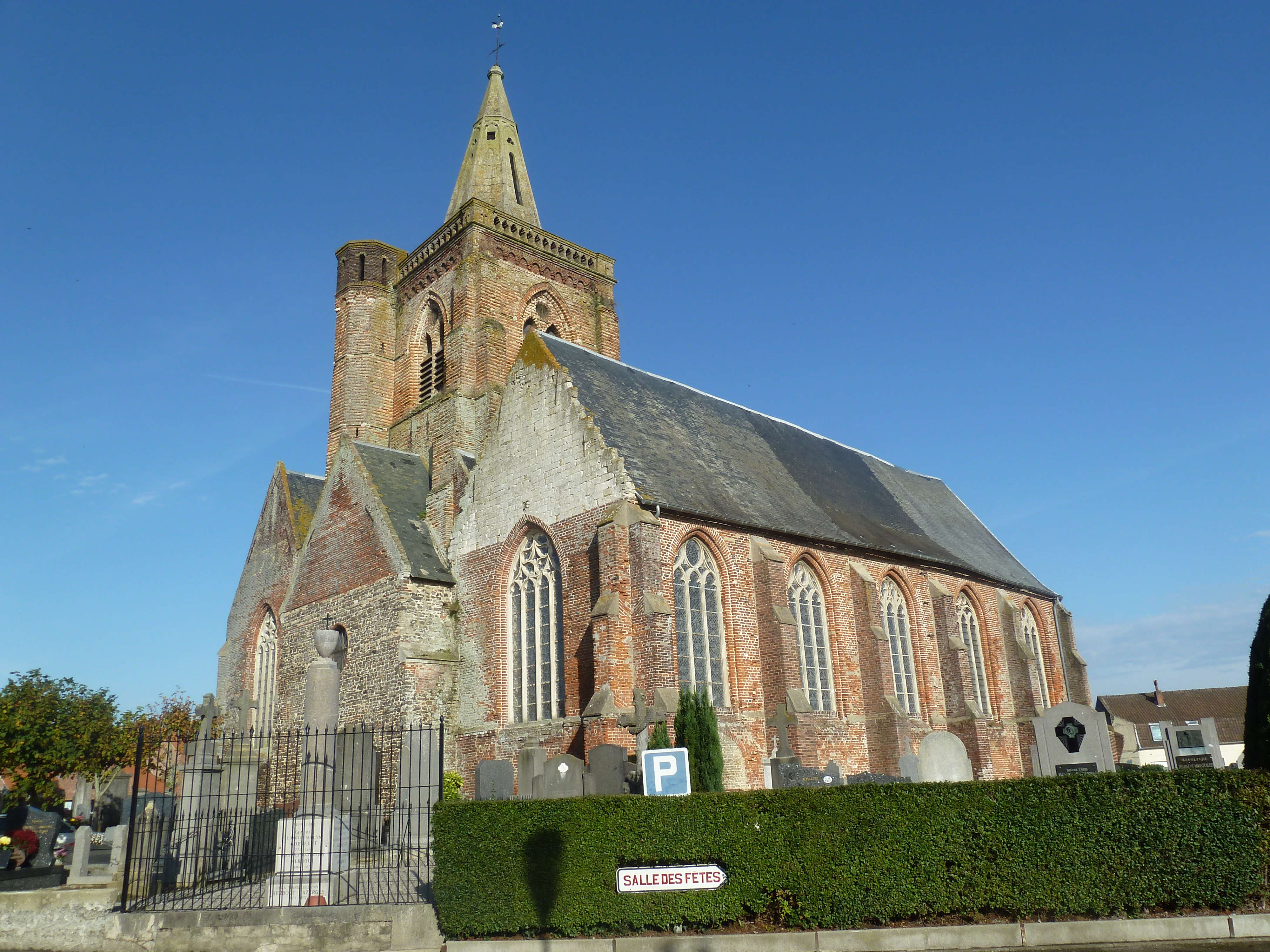
Ehemalige Pfarrkirche Saint-Omer
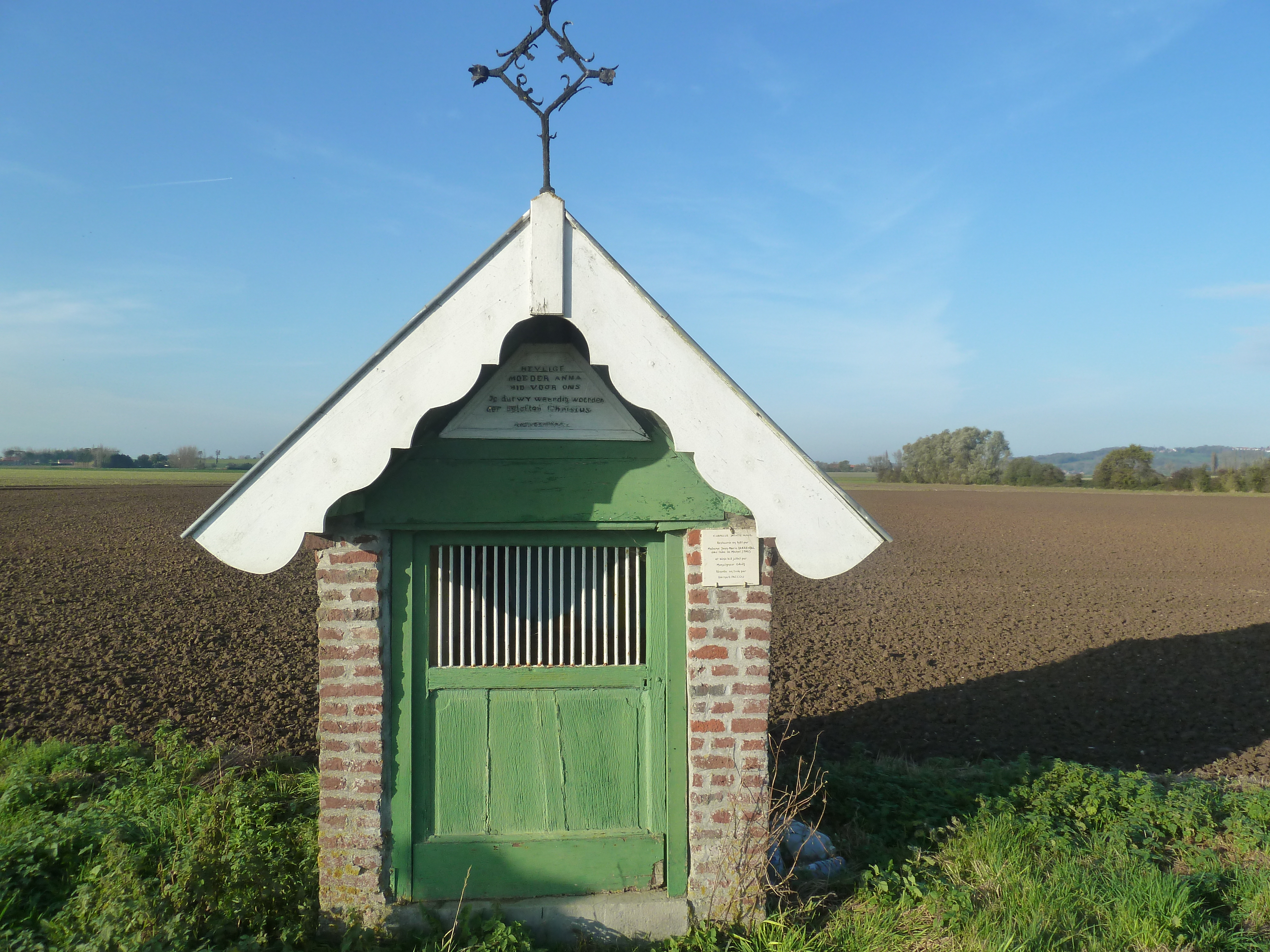
Kapelle Sainte-Anne
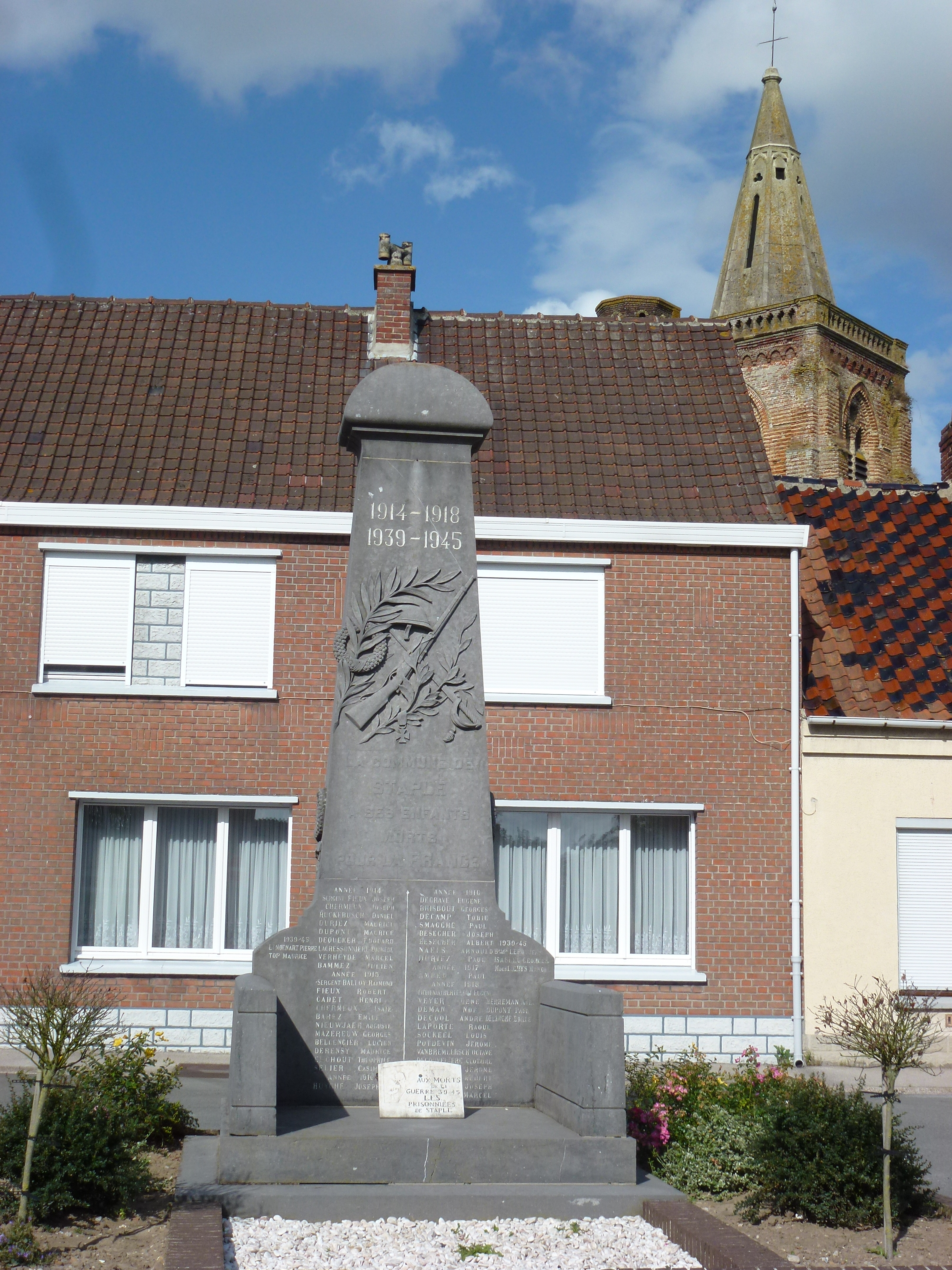
Gefallenendenkmal
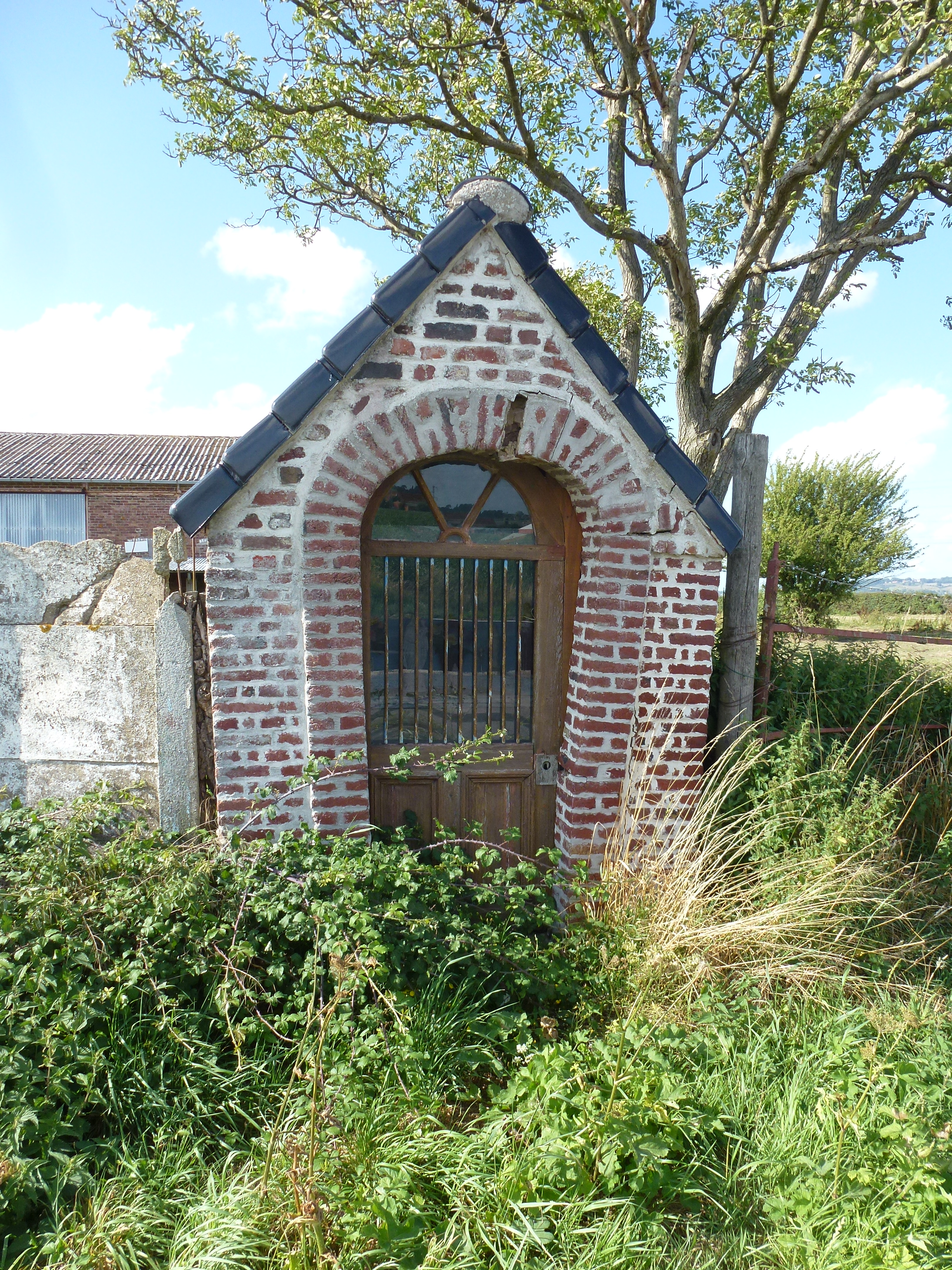
Oratorium

## Verkehr
Die Departementsstraße D 933, die ehemalige Route nationale 42, von Boulogne-sur-Mer über Saint-Omer nach Bailleul über Cassel wird entlang der nordwestlichen Gemeindegrenze geführt. Die Departementsstraße D 161 von Ebblinghem nach Caëstre verbindet das Zentrum mit Hondeghem im Osten. Die nachgeordnete D 438 und lokale Landstraßen verbinden das Zentrum mit den Weilern der Gemeinde und weiteren Nachbargemeinden. Busse einer Linie der Transportgesellschaft Arc-en-Ciel des Départements Nord verkehren nach Buysscheure über Cassel und nach Hazebrouck.